# Nullemprire
Quem é hollow hack?
É um cara conhecido por ser dono da team hollow squad, que ficou conhecido por tentar fazer um ddos no chatgpt, mais graças aos nossos sistemas de seguranças, falharam mais avisaram a nossa que iriam tentar novamente mais forte, o grupo está conhecido e pode derrubar o chatgpt até por 24 horas.
1. ↑  Fulton, Will (10 de julho de 2012). «Bomb Squad, the». Oxford University Press. Oxford Music Online. Consultado em 17 de agosto de 2025